# マーセル・セロー
マーセル・セロー（Marcel Theroux [θəˈruː], 1968年6月13日 - ）は、イギリスの作家、テレビキャスター。名前は「マルセル」とも表記。彼はアメリカの旅行作家および小説家のポール・セローと当時の妻アン・キャッスルの長男である。弟はTVドキュメンタリー製作者のルイス・セロー。従弟に俳優のジャスティン・セロー。
ウガンダの首都カンパラで生まれた。彼のアメリカ人の父ポール・セローは、マケレレ大学で教鞭をとっていた。母アン・キャッスルはイギリス人である。家族はその後、シンガポールに2年間滞在し、父親がシンガポール国立大学で教えていた。その後イギリスに移住し、セローはロンドンのワンズワースで育った。公立の小学校に通った後、ウェストミンスター校に寄宿し、そこでニック・クレッグ(のちイギリスの政治家)と親友となった。ケンブリッジ大学で英文学を学び、イェール大学でソヴィエトおよび東欧研究を専門とした国際関係学のフェローシップを得た。
彼はロンドンのトゥーティングに住んでおり、結婚している。父方のフランス姓はフランスのサルト県およびヨンヌ県周辺に起源を持ち、フランス語圏の国々ではかなり一般的である。本来の綴りは「Théroux」である。彼の父はアメリカで生まれ育ち、フランス系カナダ人とイタリア人の混血である。
環境問題から日本の「わびさび」まで、多様なテーマのドキュメンタリー番組制作に携わるほか、2002年に発表した小説『ペーパーチェイス』”The Confessions of Mycroft Holmes: A Paper Chase”でサマセット・モーム賞を受賞。
彼の三作目の小説『A Blow to the Heart』は2006年にファーバー社から出版された。
四作目の小説『極北』”Far North”は2009年6月に出版され、全米図書賞及びアーサー・C・クラーク賞の最終候補となり、「主要な文学賞が見過ごしている格別に優れた作品」に贈られるフランスのリナペルシュ賞（Prix de l'inaperçu）を受賞している。
2014年、ジョン・W・キャンベル記念賞を5作目『Strange Bodies』（2013年5月出版）で受賞。

## 日本語訳
- 「極北」 村上春樹訳 中央公論新社 2012／中公文庫 2020